# Terremoto della Bosnia ed Erzegovina del 2022
Il terremoto della Bosnia ed Erzegovina del 2022 è un evento sismico costituito da una scossa principale ed altre scosse di assestamento avvenute nelle ore precedenti. L'epicentro è stato localizzato a 14km NNE da Ljubinje ed è stato avvertito su tutta la costa adriatica ed in gran parte del Centro e Sud Italia. La scossa principale, di magnitudo 5.7 (6.0 secondo INGV), è stata registrata alle 21:07:48 UTC (23:07:48 ora locale) del 22 aprile 2022 ad una profondità di 10 km. 
Nelle ore successive all'evento principale, si sono registrate diverse scosse di assestamento che sono continuate per tutta la notte. La maggiore è stata registrata il 23 aprile 2022 alle 02:20:28 UTC (04:20:28 ora locale) con una magnitudo di 4.2 ad una profondità di 10km.
L'intensità registrata in scala Mercalli della scossa principale nella zona dell'epicentro, è di VII-VIII.

## Danni a strutture e persone
La scossa principale ha causato diversi danni alle strutture delle città limitrofe all'area dell'epicentro. 
Si registra una vittima: una donna di 27 anni nella cittadina di Stolac. Inoltre, si registrano almeno due feriti e centinaia di sfollati.